# 小渕千鶴子
小渕 千鶴子（おぶち ちづこ、1940年〈昭和15年〉8月16日 - ）は、日本の随筆家、政治運動家、環境保護運動家。第84代内閣総理大臣である小渕恵三の妻。

## 来歴・人物
群馬県吾妻郡中之条町出身。群馬県立吾妻高等学校卒業後、群馬県前橋市内の料理学校に進学した。緑化事業に造詣が深く、特に中華人民共和国の緑化事業に尽力した。第84代内閣総理大臣の小渕恵三は夫。大野製材元社長の大野太郎は実父。2002年から2023年まで表千家同門会群馬県支部長（後任は次女・小渕優子）。

## 経歴
- 1967年（昭和42年） - 小渕恵三と挙式。仲人は橋本登美三郎。
- 1968年（昭和43年） - 長女暁子（後にグラフィックデザイナー）を出産。
- 1973年（昭和48年） - 次女優子（後に衆議院議員）を出産。
- 2000年（平成12年） - 九州・沖縄サミットに出席。
- 2002年（平成14年） - 日中青年緑化フォーラムに野中広務・二階俊博らとともに出席。胡錦濤中国国家副主席と会談。

なお、他に第2子にあたる長男がいる。

## 主な著作・論文
- 「夫・小渕恵三「病室」の真実 独占手記」『文藝春秋』2000年7月号
- 『花-追想 佐藤寛子』（共著）朝比カルチャーセンター（1993年）
- 『永田町床屋政談』（解説）新潮社（2000年）

## 主な受賞歴
- 母なる川を守る運動国際協力特別賞（2002年）

| 先代 橋本久美子 | 内閣総理大臣夫人 1998年7月30日 - 2000年4月5日 | 次代 森智恵子 |